# Mala Goričica
Mala Goričica je naselje v Občini Ivančna Gorica.